# Bruxaria nas Filipinas
A bruxaria (filipino: Ang pangkukulam) está presente em todas as Filipinas, mesmo antes da colonização espanhola, e está associada às religiões populares indígenas filipinas. Sua prática envolve magia negra, especificamente um uso malévolo de magia simpática. Hoje, diz-se que as práticas estão centradas em Siquijor, Cebu, Davao, Talalora, Samar Ocidental e Sorsogon, onde residem muitos dos curandeiros do país. A bruxaria também existe em muitas das regiões do interior, especialmente em Samar e Leyte; no entanto, a bruxaria é conhecida e ocorre em qualquer lugar do país.
Nas Filipinas, diz-se que as bruxas usam magia negra e práticas relacionadas, dependendo do grupo étnico ao qual estão associadas. A bruxaria nas Filipinas é completamente diferente das noções ocidentais modernas de "bruxa", pois cada grupo étnico tem sua própria definição e práticas atribuídas às bruxas. Nas Filipinas, as bruxas no sentido tradicional não ocidentalizado são forças malévolas que podem ser procuradas para infligir maldições aos outros, embora em alguns casos, elas também possam trazer justiça quando as injustiças ocorrem por meio de maldições. As maldições e outras maquinações das bruxas podem ser suspensas por xamãs filipinos associados às religiões populares indígenas filipinas. Quando os xamãs foram demonizados pelos colonizadores e seguidores das religiões coloniais, a maioria dos xamãs foi substituída por curandeiros tradicionais influenciados pelas religiões cristã ou islâmica.

## Terminologia
Cada grupo étnico nas Filipinas tem seus próprios termos para bruxas. Alguns deles são os seguintes:
- Tagalog: mangkukulam, manggagaway
- Waray: aswang, malupad, malakat, mambabarang
- Bisaya: aswang, mambabarang

A prática de bruxaria entre os grupos étnicos filipinos também tem termos únicos. Alguns deles são os seguintes:
- Ilocano: tanem, tamay
- Tagalo: kulam, gaway
- Vissaiano: barang, hiwit, lágà, haplit, paktol, anyaw
- Moro: pantak

## Magia negra
Acredita-se que as bruxas filipinas tenham poderes que causam danos a outras pessoas secretamente. Os curandeiros-feiticeiros que praticam esse tipo de feitiçaria geralmente justificam isso como uma forma de punição criminal, pois uma crença generalizada é que a magia negra não funciona em pessoas inocentes. Seus alvos geralmente são "malfeitores", como ladrões, cônjuges adúlteros ou grileiros. Também existem feiticeiros "verdadeiros" que dizem ter poderes hereditários de feitiçaria. Ao contrário dos curandeiros, eles não consideram a justiça de suas ações. O último tipo de feiticeiros é frequentemente confundido com os seres sobrenaturais malignos capazes de parecer humanos, como aswang e manananggal.
Um dos tipos mais comuns de magia negra é o uso malévolo da magia simpática. Isso é conhecido por vários nomes como kulam, gaway (tagalo); barang, hiwit, lágà (vissaiano); tanem, tamay (ilocano); e pantak (moro). Apesar das diferenças na terminologia, os métodos são quase idênticos nas ilhas Filipinas (e, de fato, no Sudeste Asiático). Este tipo de feitiçaria usa besouros, efígies, bonecos, uma panela fervente ou algum outro tipo de representação da vítima alvo. Estes são geralmente "ligados" pela inclusão de exúvias corporais como cabelo ou aparas de unhas. Estes são ativados por cânticos, feitiços ou símbolos (às vezes sincretizados com rituais cristãos ou muçulmanos). O feiticeiro então fere a efígie para causar dano correspondente à vítima, ou fisicamente "envia" objetos para o corpo da vítima (que pode variar de insetos, pedras a alfinetes). Em alguns casos, os próprios ingredientes do ritual determinam os efeitos. Por exemplo, adicionar água do mar a uma panela fervente "ligada" a uma vítima é dito fazer com que a barriga da vítima inche e doa no ritmo das marés. Este tipo de feitiçaria foi documentado já no século XVII por Francisco Combés.
Outros poderes malévolos são mais diretos. Estes incluem a habilidade de matar outra pessoa instantaneamente com feitiços mágicos, a habilidade de lançar maldições ou mau-olhado, a habilidade de "abduzir" a alma de uma pessoa, ou a habilidade de enviar espíritos malignos ou animais familiares para possuir ou ferir a vítima.
Alguns desses supostos poderes de feitiçaria podem ser explicados pelo uso de venenos (hilo ou lason) e prestidigitação. Na maioria dos casos, no entanto, as acusações desse tipo de magia negra são frequentemente geradas por paranoia, pânico moral ou histeria em massa contra membros desgostosos ou desconfiados da comunidade, semelhante às caças às bruxas europeias. Pessoas acusadas de magia negra eram frequentemente sujeitas ao ostracismo e, em muitos casos, à violência. Isso foi especialmente verdadeiro durante o período colonial espanhol, onde em um caso em meados do século XIX, um cura filipino ordenou o assassinato de 57 pessoas que ele suspeitava serem feiticeiros lançando feitiços malignos em sua mãe doente.
"Ataques" de feitiçaria são mais comumente tratados com sumbalik (contra-feitiços ou antídotos), que são, eles próprios, uma forma de feitiçaria e geralmente não requerem interação com os espíritos. Eles supostamente desviam os efeitos da maldição e a devolvem ao conjurador. Em casos extremos, sumbalik pode matar o conjurador. Outros rituais de cura contra feitiçaria não prejudicam o conjurador, mas, em vez disso, supostamente o movem à piedade e, assim, revogam a maldição.

## Métodos
Kulam usa besouros, efígies, bonecos, uma panela fervente ou algum outro tipo de representação da vítima alvo. Estes são geralmente "ligados" pela inclusão de exúvias corporais como cabelo ou aparas de unhas. Estes são ativados por cânticos, feitiços ou símbolos (às vezes sincretizados com rituais cristãos ou muçulmanos). O feiticeiro então fere a efígie para causar dano correspondente à vítima, ou fisicamente "envia" objetos para o corpo da vítima (que podem variar de insetos, pedras a alfinetes). Terra (solo), fogo, ervas, especiarias, velas, óleos e utensílios de cozinha são frequentemente usados para rituais, encantos, feitiços e poções. Em alguns casos, os próprios ingredientes do ritual determinam os efeitos. Por exemplo, adicionar água do mar a uma panela fervente "ligada" a uma vítima é dito fazer com que a barriga da vítima inche e doa no ritmo das marés. Este tipo de feitiçaria foi documentado já no século XVII por Francisco Combés. Barang (o termo barang se refere a um tipo de besouro em vissaiano) geralmente emprega um enxame de insetos destrutivos, especificamente besouros carnívoros. Outros métodos são usik (magia afiada ou doenças induzidas usando insetos menores), hilo e lason (magia de veneno), paktol (magia de boneca, usando caveiras ou representações da vítima), laga (magia de fervura, Lágà às vezes escrita como la-ga ou la-aga, significa preparar ou ferver [em uma panela]) e sampal (magia de criaturas marinhas). Outros poderes malévolos são mais diretos. Isso inclui a capacidade de matar outra pessoa instantaneamente com feitiços mágicos, a capacidade de lançar maldições ou mau-olhado, a capacidade de "abduzir" a alma de uma pessoa ou a capacidade de enviar espíritos malignos ou animais familiares para possuir ou prejudicar a vítima.

## Praticantes
Existem vários nomes para feiticeiros em grupos étnicos filipinos. A maioria desses nomes tem conotações negativas e, portanto, também é traduzida como "bruxa". Essas bruxas na verdade incluem uma variedade de diferentes tipos de pessoas com diferentes ocupações e conotações culturais que dependem do grupo étnico ao qual estão associadas. Elas são completamente diferentes da noção ocidental do que é uma bruxa. Elas incluem em bicolano: parakaraw; ilocano: managtanem, managinulod, mannamay; ivatan: mamkaw, manulib; kapampangan: mangkukusim (ou mangkukusino); pangasinês: manananem, mangngibawanen; tagalo: mangkukulam, manggagaway, may-galing, hukluban (ou hukloban); vissaiano: dalagangan, dunganon, dalongdongan, busalian, mambabarang (ou mamamarang, mamalarang, barangan), usikan (ou osikan), paktolan, sigbinan, manughiwit, mamumuyag, mang-aawog (ou mang-aawug, mang-aaug), hiligaynon: manog hiwit. Outros termos são os espanhóis brujo e bruja (filipinizados como bruho e bruha).

### Aswang
Os Aswang, entidades sobrenaturais semelhantes a vampiros, às vezes são considerados um tipo de bruxa, já que podem começar como uma pessoa comum. Eles têm fortes poderes de feitiçaria (particularmente de mudança de forma) que precisam manter alimentando-se de humanos. Eles também são chamados de ongo, kaskas, balbal, wakwak, manananggal, kikik, etc., dependendo da forma que assumem ou do método de ataque que preferem. Acredita-se geralmente que um aswang não pode nascer de pais normais. Eles precisam ter um pai aswang ou ganhar sua maldição por meio de transferência chamada salab. Dependendo das crenças locais, isso pode envolver um aswang apenas olhando para uma vítima, contaminando a comida da vítima com secreções ou transferindo diretamente seus poderes por meio do toque em seu leito de morte.

### Mangkukulam
Uma mangkukulam pode ser considerada uma bruxa filipina, que significa literalmente "uma praticante de kulam". Uma maldição é chamada de sumpâ, que também pode ser traduzida como "voto" ou "juramento" e "maldição". Uma mangkukulam pode usar um boneco de vodu e uma agulha para lançar feitiços em pessoas das quais deseja se vingar, mas usa amplamente magia natural e superstições semelhantes a um arbularyo, ou feiticeiro. Ambas podem ser consideradas bruxas, mas a principal diferença é que a arbularyo é mais um médico que cura as pessoas, enquanto uma mangkukulam é uma pessoa malévola que engana e amaldiçoa os outros. Os métodos primários empregados por uma mangkukulam são rituais de acendimento de velas, adivinhação ou tawas, recitação de feitiços e preparação de poções. Os curandeiros-feiticeiros que praticam kulam geralmente justificam isso como uma forma de punição criminal, pois uma crença generalizada é que a magia negra não funciona em pessoas inocentes. Seus alvos geralmente são "malfeitores" como ladrões, cônjuges adúlteros ou grileiros. Também existem feiticeiros "verdadeiros" que dizem ter poderes hereditários de feitiçaria. Ao contrário dos curandeiros, eles não consideram a justiça de suas ações. O último tipo de feiticeiros é frequentemente confundido com os seres sobrenaturais malignos capazes de parecer humanos, como aswang e manananggal. A cultura popular moderna também descreve os mangkukulam como usando fotografias ou o equivalente a uma boneca vodu. A cultura popular moderna também descreve os mangkukulam como fazendo principalmente apenas poções do amor e maldições maliciosas, mas representações mais extremas afirmam que eles podem invocar fantasmas para assombrar bonecas, ressuscitar os mortos (ou pelo menos controlar cadáveres) e outras coisas relacionadas à necromancia.

### Mambabarang
O Mambabarang é a versão vissaiana de um feiticeiro/feiticeira, que usa insetos e espíritos para entrar no corpo de qualquer pessoa que odeia. Mambabarang são seres humanos comuns com magia negra que torturam e depois matam suas vítimas infestando seus corpos com insetos. Eles são diferentes dos mangkukulams - os últimos apenas infligem dor ou doença. Mambabarang usa um fio de cabelo de sua vítima escolhida e amarra-o aos insetos ou vermes que eles usarão como um meio. Quando eles picam o inseto, a vítima imediatamente experimenta o efeito pretendido. O nome é derivado da palavra barang. Nas lendas, o mambabarang mantém seu enxame de besouros carnívoros em uma garrafa ou uma seção de bambu, alimentando-os cuidadosamente com raiz de gengibre. Quando o praticante decide empregar sua arte negra, ele realiza um ritual de oração em que sussurra instruções e identifica a vítima para os besouros. Os insetos destrutivos são então soltos e procuram a vítima e ganham entrada no corpo através de qualquer orifício corporal: nariz, boca, orelhas, ânus ou rupturas dérmicas, como feridas abertas. A vítima então sentirá os efeitos da invasão dos insetos através de manifestações dependendo da área de entrada; hemorroidas se através do ânus, dor de ouvido se através dos ouvidos e outros casos semelhantes. A doença resultante é supostamente resistente ao tratamento médico convencional e só revela sua verdadeira natureza quando a vítima sucumbe e insetos voadores saem das cavidades corporais. Na realidade, é possível que um besouro carnívoro possa colocar ovos em alguém que matou, e os ovos então eclodiriam post-mortem.

### Usikan
O Usikan, também conhecido como Buyagan, é um tipo de feiticeiro vissaiano que pode infligir danos por meio de palavras (buyag). Eles podem afetar não apenas pessoas, mas também plantas, animais e objetos inanimados. Eles causam danos ao elogiar alguém ou algo, involuntariamente ou com intenção malévola. Para se proteger contra isso, as pessoas evitam cuidadosamente aceitar elogios de estranhos e podem dizer a frase "pwera buyag" (do espanhol fuera buyag) imediatamente após fazer um elogio ou recebê-lo. Várias crenças afirmam que o Usikan pode ser reconhecido por ter uma língua escura ou por nascer com dentes. Ao contrário dos outros tipos de "bruxas", o poder do Usikan é inato e não é adquirido por escolha. Eles também não são inatamente malévolos e, na maioria dos casos, acredita-se que não saibam que possuem o poder.

## Remédios
Uma crença típica do kulam é que as maldições são mitigadas ao encontrar o conjurador e suborná-lo para acabar com a maldição. Pessoas supersticiosas ainda atribuem certas doenças ou enfermidades ao kulam. Isso acontece mais frequentemente em áreas rurais, onde um médico herbal chamado Albularyo diagnostica uma vítima usando um método de adivinhação chamado Pagtatawas e ajuda a vítima a curar sua enfermidade. Pessoas supersticiosas ainda atribuem certas doenças ou enfermidades ao barang. Isso acontece mais frequentemente nas províncias, onde um médico herbal, albularyo ou um curandeiro, um mananambal ou sorhuana (mulher)/sorhuano (homem) trata dessas doenças. Em algumas áreas rurais provinciais, as pessoas confiam completamente no albularyo e no mananambal para tratamento. Na maioria dos casos, um curandeiro também é um feiticeiro. Para curar ou neutralizar doenças feiticeiras, os próprios curandeiros devem conhecer feitiçaria. Essa relação é mais aparente na ilha de Siquijor, onde curandeiros-feiticeiros ainda são comuns. Os mananambal são especialistas em combater barang. Como médiuns espirituais e adivinhadores, os xamãs filipinos são notáveis por combater e prevenir as maldições e poderes das bruxas, notavelmente por meio do uso de itens e cantos especiais.
"Ataques" de feitiçaria são mais comumente tratados com sumbalik (contrafeitiços ou antídotos), que são, eles próprios, uma forma de feitiçaria e geralmente não requerem interação com os espíritos. Eles supostamente desviam os efeitos da maldição e a devolvem ao conjurador. Em casos extremos, o sumbalik pode matar o conjurador. Outros rituais de cura contra feitiçaria não prejudicam o conjurador, mas, em vez disso, supostamente o movem à piedade e, portanto, revogam a maldição. Doenças que se acredita serem causadas por feitiçaria são tratadas com contra-feitiços, antídotos simples e cura física. Formas mais sombrias de remédios para kulam incluem Albularyos chicoteando a pessoa enfeitiçada com um Buntot Pagi (Rabo de Arraia) até que o aflito seja forçado a divulgar o nome da bruxa e confrontá-la. Isso é feito na crença de que quem está se machucando é a bruxa e não o enfeitiçado.